# اريك شيبارد
اريك شيبارد (بالإنجليزية: Eric Sheppard) هو جغرافي بريطاني، ولد في 1 أكتوبر 1950 في كامبريدج في المملكة المتحدة.